# Austrodomus zuluensis
Austrodomus zuluensis är en spindelart som beskrevs av Lawrence 1947. Austrodomus zuluensis ingår i släktet Austrodomus och familjen Prodidomidae. Inga underarter finns listade.